# Župa Blažene Djevice Marije Taborsko
Župa Uznesenja Blažene Djevice Marije Taborsko župa je Zagrebačke nadbiskupije. Obuhvaća nešto više od polovice područja općine Hum na Sutli, i to njen istočni dio.

## Povijest
Župa Taborsko se u Statutima Zagrebačke nadbiskupije prvi puta spominje 1334. godine, kada se kao župna crkva navodi današnja kapela svetog Vida, smještena podno srednjovjekovnog grada Vrbovca u Klenovcu. Ovdje je u srednjem vijeku bilo središte Vrbovečkog arhiđakonata, koji se protezao uskim pojasom uz rijeku Sutlu. U suvremenom ustroju postoji od 17. stoljeća, kad je proširena i završena zavjetna župna crkva Majke Božje Taborske.

## Ustroj
Područje župe obuhvaća naselja: Hum na Sutli, Lupinjak, Strmec Humski, Klenovec Humski, Rusnica, Orešje Humsko, Vrbišnica, Druškovec, Lastine, te veći dio Grletinca i manji dio Druškovec Gore. Na području župe živi oko 3.100 vjernika. U župi već nekoliko desetljeća djeluju Sestre Naše Gospe. One su do 1945. godine, kada im je zabranjen rad, bile odgajateljice i učiteljice u školi. U župu ponovno dolaze 1962. godine, a 1970. godine sagrađen im je i samostan pokraj župnog dvora. U životu župe danas su prisutne kao vjeroučiteljice, orguljašice, sakristanke, obavljaju kućanske poslove itd.

## Sakralni objekti

### Crkve i kapele
Na području župe nalaze se župna crkva Uznesenja Blažene Djevice Marije, crkva svetog Vida i crkva svetog Ivana.
Kapela svetog Leopolda Mandića smještena je u Humu na Sutli, a sagrađena 1990. godine na inicijativu vlč. Leopolda Tepeša u obliku obiteljske kuće. Kapela svetog Mihaela nalazi se u djelu obiteljske kuće Govedić, nasuprot školi. Prostor koji se prije koristio za održavanje vjeronauka preuređen je u kapelu s oltarom svetog Mihaela. Kapela blaženog Alojzija Stepinca sagrađena je 2001. godine u Lupinjaku, uz pomoć župljana, župe i donatora. Kapela svetog Josipa u samostanu časnih sestara na Taborskom nalazi se unutar samostana. Kućna je kapela s kipom svetog Josipa i svetohraništem.

### Poklonci i raspela
Na području župe nalazi se i više poklonaca i raspela: poklonac Majke Božje na ulazu na Taborsko, poklonac sv. Barbare u Klenovcu, spomen-križ na Marijinu brijegu, poklonac Majke Božje Lurdske u Strmcu, raspelo između Taborskog i Klenovca, raspelo u Biušeku i kapelica Majke Božje Lurdske kod obiteljske kuće Korbar

## Vanjske poveznice
Mrežna mjesta
- Valerija Kovačić Žlabur, Povijest župe Taborsko, Glasnik Majke Božje Vinagorske 3/2016.
- Zagorje - hodočasnički turizam  Arhivirana inačica izvorne stranice od 13. ožujka 2021. (Wayback Machine), Turistička zajednica Krapinsko-zagorske županije